# Финляндия (рок-группа)
Финляндия - музыкальный коллектив из Украины, созданный группой друзей в марте 2025 года. Начал свою деятельность как кавер-группа. Исполняет песни в жанре трэш-метал, ню-метал и панк-рок. Группа уникальна тем, что 4 из 7 участников- вокалисты.
Название группы было выбрано в честь одноименной водки, которую участники бухали 31 августа 2025 года(самого красивого вокалиста тогда не было, он бухал её в Польше).